# キヤノン PowerShot S95

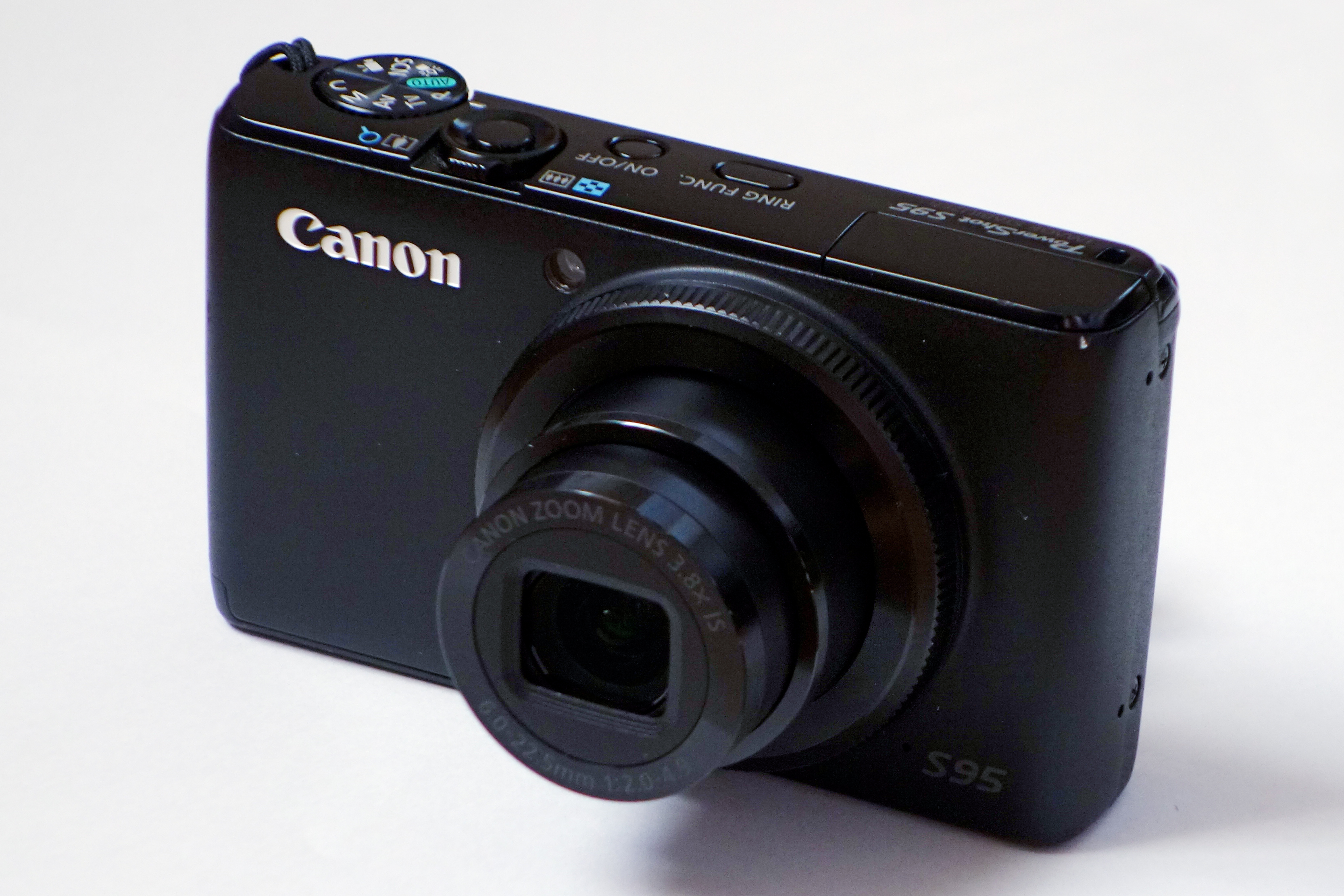
Canon PowerShot S95

Canon PowerShot S95は、2010年8月26日にキヤノンより発売されたコンパクトデジタルカメラである。

## 概要
2009年10月9日に発売されたPowerShot S90の後継機として開発された。マイナーチェンジにとどめ、指摘されていた前機種の問題点を改良。より使いやすいカメラを目指した。ただし、バッテリーの持ち時間は減っている。
S90からの主な変更点は以下の通り。
- 「ハイブリッドIS」に対応し、シフトブレも軽減
- 「ハイダイナミックレンジ」撮影機能を搭載
- 「キャッチAF」機能搭載
- ハイビジョン動画撮影、音声のステレオ録音に対応
- アスペクト比に従来の4:3、16:9の他、3:2、1:1、4:5が追加
- コントローラーホイールをクリック感のあるタイプへ変更、誤操作しにくくなった
- シャッターボタン、コントローラーリングの形状変更
- 電源ボタンと、リングファンクションボタンの位置交換、形状変更
- 表面にビーズ塗装を施し、滑りにくく改良
- 両吊りストラップに対応
- その他、本体サイズのさらなる小型化、形状、デザインの見直し
- ISO感度をオートにした場合の上限値や上がり方を設定可能に
- SDXC規格に対応
- 連写速度の向上
- シーンモードにジオラマ風、魚眼風、極彩色、オールドポスター、オートシャッターが追加
- シーンモードからナイトスナップ[2]、パーティー／室内、夕焼け[3]、夜景[2]、水族館が削除
- RAW画像とJPEG画像を同時記録する場合にも、JPEG画像側の画素数と圧縮率を選択可能に
- バッテリーパック（NB-6L）フル充電時のCIPA規格撮影可能枚数が220枚から200枚へ減少

### 主な仕様
- 撮影素子 - 1/1.7型CCD
- 有効画素数 - 約1,000万画素（総画素1,040万画素）
- 焦点距離 - 28-105mm（35mmフィルム換算）
- 開放F値 - F2.0-F4.9
- 光学ズーム倍率 - 3.8倍
- 画像エンジン - DIGIC 4
- ISO感度 - 80-3200相当（ISO12800相当への拡張設定可能）
- シャッター速度 - 1/1,600-15秒
- 露出補正 - ±2段（1/3段ステップ）
- ホワイトバランス - オート、太陽光、くもり、電球、蛍光灯、蛍光灯H、ストロボ、水中、マニュアル
- 液晶モニター - 3.0型TFT液晶
- フラッシュ - 内蔵ストロボ、ストロボ撮影時にポップアップ
- 大きさ - 99.8（幅）x58.4（高さ）x29.5（奥行）mm
- 重量 - 170g（本体のみ）

### 発売前の噂
- 当初、名称はS91になるのではないか、S100[4]になるのではないかなど諸説流れたが、S95で決着した。
- S90で採用したCCDイメージセンサを裏面照射型CMOSイメージセンサに変更するのではないかという噂が流れた。発売当時、裏面照射型CMOSは発展途上の技術であり、高感度時の画質などは向上するものの低感度時の画質を疑問視する意見もあった。そのためこの変更を心配する声もあったが、結局CCDが採用された。後継機ではCMOSとなったため、SシリーズでCCDを搭載した最後の機種である。

## アクセサリ
S95とS90では本体形状が微妙に異なるため、S90対応しかうたわれていない旧製品を無理に使用すると、破損・故障の原因となることがあるので注意が必要。

### 本体付属
- バッテリーパック（NB-6L）
- バッテリーチャージャー（CB-2LY）
- インターフェースケーブル（IFC-400PCU）

USB接続用。
- ステレオAVケーブル（AVC-DC400ST）
- リストストラップ (WS-DC9)

リストストラップの単体販売はされていない。

### 別売
- ソフトケース（PSC-2900）

両吊りネックストラップが付属する。
- ウォータープルーフケース（WP-DC38）

別売のウォータープルーフケースウェイト（WW-DC1）を2枚使用することを推奨。なお、WW-DC1は4枚入りで販売されている。
S90用のウォータープルーフケース（WP-DC35）は使用できない。
- ハイパワーフラッシュ（HF-DC1）
- ACアダプターキット（ACK-DC40）
- HDMIケーブル（HTC-100）

### サードパーティー製
サードパーティー製アクセサリはキヤノンのサポート対象外である。
- S95/S90 Lensmate Adapter（Lensmate）

37mmフィルターを取り付けるためのアダプタ。両面テープ使用。はがすためのリムーバーも付属。
- Universal Adapter For Canon S95/S90（CPS9XMNT）（Spider-Fire）

46mmフィルターを取り付けるためのアダプタ。カメラ下部の三脚ねじを使用して取り付け。アダプター自体にもねじ穴があるので、三脚との併用が可能。カメラレンズがせり出した際にフィルターとぶつからないように、間隔を調整して取り付ける必要がある。
- S95 Grip（Richard Franiec）

S95に取り付けるグリップ。S90用と異なる。
- S95張り革キット（近代インターナショナル）

ライカタイプマット（#4008）とライカタイプ光沢（#4034）の2種がある。
- PRO GUARD AF for Canon PowerShot S95（DCDPF-PGPSS95）（マイクロソリューション）

液晶保護フィルム。
- デジタルカメラ用液晶保護フィルム Canon PowerShot S95 専用（DGF-CPS95）（ハクバ写真産業）

液晶保護フィルム。
- 液晶プロテクター PowerShot S95用（KLP-CPSS95）（ケンコー）

液晶保護フィルム。
- TurboAdapter BR-S90 (改)

デジスコを取り付けるためのアダプタ。本来S90にしか取り付けできないデジスコドットコム製のTurboAdapter BR-S90をS95対応に改造したもの。デジスコドットコムの純正品ではない。